# Едгарас Дубіцкас
Едгарас Дубіцкас (лит. Edgaras Dubickas, нар. 9 липня 1998, Маріямполе, Литва) — литовський футболіст, нападник італійського клубу «П'яченца» та національної збірної Литви.

## Клубна кар'єра
Едгарас Дубіцкас починав займатися футболом у литовському клубі «Швітуріс». При цьому один сезон на правах оренди він провів в молодіжній команді італійського клубу «Кротоне». Влітку 2017 року футболіст знову відправився в оренду до Італії - у клуб «Лечче». Той сезон став переможним для клуба, який виграв турнір у Серії С і підвищився до Серії В. А сам Дубіцкас підписав з клубом контракт на повноцінній основі.
Та вже наступного сезону нападник змушений був залишити «Лечче» і майже весь час провів в оренді у клубах нижчих італійських дивізіонів. Влітку 2019 року Едгарас повернувся до «Лечче», який вийшов до Серії А і 25 листопада 2019 року нападник дебютував у елітному дивізіоні Італії.
Але зрештою, влітку 2021 року Дубіцкас остаточно залишив «Лечче» і приєднався до клубу Серії С «П'яченца». І в серпні зіграв перший матч у новій команді.

## Збірна
У 2021 році у товариському матчі проти команди Іспанії Едгарас Дубіцкас дебютував у складі національної збірної Литви.